# أخياكو
أخياكو أو أجياكو (بالإسبانية: Ajiaco)‏ هو حساء شائع في كولومبيا وكوبا والبيرو. يحظى الطبق بشعبية خاصة في العصامة الكولمبية بوغوتا، حيث يُحضر عادةً من الدجاج وثلاثة أنواع من البطاطس وعشبة الـ«غالينسوغا صغيرة الأزهار» (Galinsoga parviflora). في كوبا تُحضر الأخياكو كيخنة، بينما يتم إعداد الطبق في البيرو مع عدد من الاختلافات المحددة إقليميا.

## التاريخ
تمت مناقشة الأًصل الدقيف لهذا الطبق من قبل الباحثين. ذكر الرئيس الكوبي السابق ألفريدو زاياس ذ ألفونسو في كتابه «معجم جزر الانتيل» (Lexicografia Antillana) أن كلمة «أخياكو» (ajiaco) مشتقة من كلمة «آجي» (aji) وهي كلمة أصلها شعب التاينو وتعني الفلفل الحار.
ذكر عالم الأعراق الكوبي فرناندو أورتيز أن «الأخياكو» كانت وجبة نموذجية لشعب التابنو. في مدينة كاماغوي الكوبية، يبدأ مهرجان سان خوان بتصنيع وتقديم الأخياكو. ذكرت مجلة La Calle في كوبا أن سكان قرية Santa María de Puerto del Príncipe بدأوا تقليد صنع أجياكو باستخدام مكونات الطهي الخاصة بهم، والتبرعات من المارة، وفائض المزارعين، وفائض من الرقيق. يُعتقد أن أجياكو قد حظي بشعبية في كوبا خلال القرن السادس عشر، خاصة بين الكوبيين الريفيين، على الرغم من أن الطبقة العليا كانت تتمتع بها في بعض الأحيان.

## تجهيز

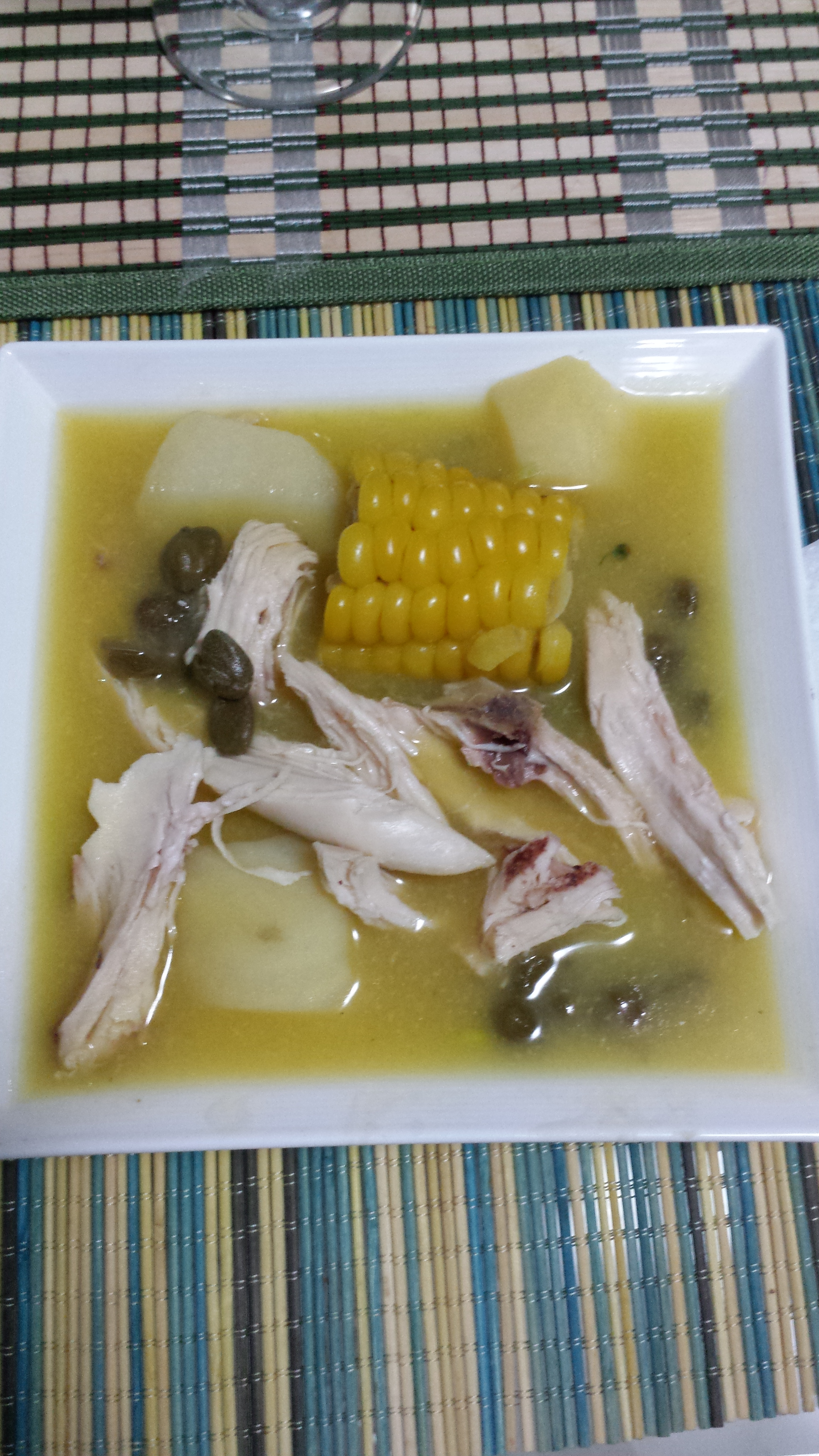
طبق أجاكو الأنديزي، بوغوتا، كولومبيا.

### كولومبيا
الأخياكو هو طبق شائع في العاصمة الكولمبية بوغوتا، يُحضر عادةً من الدجاج وثلاثة أنواع من البطاطس وعشبة الـ«غالينسوغا صغيرة الأزهار» (Galinsoga parviflora) والتي يُشار إليها في كولمبيا عادةً باسم «غواسكا» (guasca). من الممكن أن تتضمن أيضاً القبار أو القشدة

### كوبا
الأخياكو في كوبا عبارة عن يخنة مصنوع من اللحم البقري ولحم الخنزير والدجاج والخضروات ومجموعة متنوعة من الجذور والدرنات النشوية المعروفة باسم «فيانداس» (viandas).

### بيرو
الأخياكو في البيرو عبارة عن طبق مختلف تماماً من البطاطا المطهية مع الثوم وخليط من الفلفل الحار المجف الأصفر (aji mirasol) والأحمر (aji panca) وعشبة البوينا (hierba buena) وعشبة المخملية الدقيقة، مصحوباً عموماً بالأرز والأرنب أو الدجاج المطهي.